# Liga Mexicana de Béisbol 1968
La Temporada 1968 de la Liga Mexicana de Béisbol fue la edición número 44. Se mantuvieron los mismos 8 equipos de la campaña anterior. El calendario constaba de 140 juegos en un rol corrido, el equipo con el mejor porcentaje de ganados y perdidos se coronaba campeón de la liga.
Los Diablos Rojos del México obtuvieron el tercer campeonato de su historia al terminar la temporada regular en primer lugar con marca de 82 ganados y 58 perdidos, con 2 juegos y medio de ventaja sobre el segundo lugar los Rojos del Águila de Veracruz. El mánager campeón fue Tomás Herrera.

## Equipos participantes
| Liga Mexicana de Béisbol 1968 |           |                       |                       |           |
| Equipo                        | Fundación | Ciudad                | Estadio               | Capacidad |
| Broncos de Reynosa            | 1963      | Reynosa, Tamaulipas   | Adolfo López Mateos   | 10,000    |
| Charros de Jalisco            | 1946      | Guadalajara, Jalisco  | Tecnológico de la UDG | 4,000     |
| Diablos Rojos del México      | 1940      | México, D. F.         | Seguro Social         | 25,000    |
| Pericos de Puebla             | 1938      | Puebla, Puebla        | Ignacio Zaragoza      | 22,000    |
| Petroleros de Poza Rica       | 1958      | Poza Rica, Veracruz   | Jaime J. Merino       | 10,000    |
| Rojos del Águila de Veracruz  | 1903      | Veracruz, Veracruz    | Deportivo Veracruzano | 12,000    |
| Sultanes de Monterrey         | 1939      | Monterrey, Nuevo León | Cuauhtémoc            | 8,000     |
| Tigres Capitalinos            | 1955      | México, D. F.         | Seguro Social         | 25,000    |

## Posiciones
| Liga Mexicana de Béisbol | Liga Mexicana de Béisbol | Liga Mexicana de Béisbol | Liga Mexicana de Béisbol | Liga Mexicana de Béisbol |
| Equipo                   | JG                       | JP                       | PCT                      | JV                       |
| ------------------------ | ------------------------ | ------------------------ | ------------------------ | ------------------------ |
| México                   | 82                       | 58                       | .586                     | -                        |
| Águila                   | 79                       | 60                       | .568                     | 2.5                      |
| Jalisco                  | 77                       | 63                       | .550                     | 5.0                      |
| Puebla                   | 72                       | 68                       | .514                     | 10.0                     |
| Reynosa                  | 69                       | 71                       | .493                     | 13.0                     |
| Tigres                   | 62                       | 78                       | .443                     | 20.0                     |
| Poza Rica                | 60                       | 79                       | .432                     | 21.5                     |
| Monterrey                | 58                       | 82                       | .414                     | 24.0                     |

| Campeón de la Liga |

## Juego de Estrellas
El Juego de Estrellas de la LMB se realizó el 19 de agosto en el Parque del Seguro Social en México, D. F. La selección de Mexicanos se impuso a la selección de Extranjeros 5 carreras a 1.

## Designaciones
Se designó como novato del año a Francisco Campos de los Charros de Jalisco. Asimismo James Horsford de los Broncos de Reynosa fue elegido como el Jugador del Año al liderar en victorias, efectividad y ponches. Además de imponer esa misma campaña un nuevo récord de juegos completos con 28, y 51 entradas sin admitir carrera en forma consecutiva (marca aún vigente), sin embargo no ganó la triple corona de pitcheo.

## Acontecimientos relevantes
- 18 de marzo: Ramón Arano de los Diablos Rojos del México derrota a los Yanquis de Nueva York por 5-3, en el Parque del Seguro Social. Arano ponchó en dos ocasiones a Mickey Mantle.
- 7 de agosto: James Horsford de los Broncos de  Reynosa llegó a 51 entradas sin admitir carrera, luego de colgar 4 ceros a los Tigres Capitalinos, imponiendo marca, aún vigente.
- Francisco Estrada, receptor de los Diablos Rojos del México, finalizó la temporada con 762 outs consumados, empatando récord, aún vigente.[3]